# RPS-420
RPS-420（インドネシア語: Roket Pengorbit Satelit 420）は、インドネシア国立宇宙航空研究所(LAPAN)が計画しているインドネシア初の人工衛星打ち上げロケットである。2014年までの初飛行を予定している。
LAPANは1964年から固体燃料を用いた観測ロケットの開発・運用を進めており、RPS-420はそれらの成果を元に独自開発されるものである。

## 構成・諸元
全長9.5mの2基の補助ブースタを使用した4段式全段固体燃料ロケットで、推進剤にはHTPB系コンポジット推進薬を使用する。第1段コア及びブースタ、第2段、第3段はRX-420と同様直径420mmの固体ロケットモータを使用し、第4段にはRX-320と同様の直径320mmの固体ロケットモータを使用する。L-4Sロケットに似ており、1段目には誘導装置を備えず、無誘導方式（重力ターン方式#無誘導重力ターン）で打ち上げられる。
| ＼           | 主要諸元一覧      | 主要諸元一覧      | 主要諸元一覧      | 主要諸元一覧      | 主要諸元一覧      |
| ------------ | ----------------- | ----------------- | ----------------- | ----------------- | ----------------- |
| 全長         | 9.5m              | 9.5m              | 9.5m              | 9.5m              | 9.5m              |
| ペイロード   | 50kg / 300 km LEO | 50kg / 300 km LEO | 50kg / 300 km LEO | 50kg / 300 km LEO | 50kg / 300 km LEO |
| 段数(Stages) | 第1段             | ブースタ          | 第2段             | 第3段             | 第4段             |
| 使用モータ   | RX-420            | RX-420            | RX-420            | RX-420            | RX-320            |
| 各段全長     | 4.39 m            | 4.1 m             | 2.52 m            | 0.75 m            | 0.53 m            |
| 各段直径     | 0.42 m            | 0.42 m            | 0.42 m            | 0.42 m            | 0.32 m            |

## 予定
- 2012年 - 3段式による弾道飛行[4]
- 2014年 - 4段式による人工衛星打ち上げ[4]